# Tom Nagel Rasmussen
Tom Nagel Rasmussen (født 14. november 1946 i København) er en dansk musiker, sanger, sangskriver og guitarist. Han er søn af Ester Merete Nagel (1918-2005) og forfatteren Halfdan Rasmussen (1915-2002) og bror til skuespilleren Iben Nagel Rasmussen (født 14. maj 1945 i København).